# 彭玘
彭玘，是《水滸傳》人物，但歷史上確有此人。東京人氏，家族累代將門，使一口三尖兩刃刀，人稱「天目將」。

## 歷史上的彭玘
南宋时期，有汝州知州彭玘，原为翟兴部下骁将，累败金军，后被迫投降伪齐刘豫。
绍兴二年（1132年）十二月，当时襄阳缺粮，李横军队没有给养，于是率军北上。李横行至汝州城下，时任武德大夫的彭玘在汝州城守卫，以汝州城投降李横。
绍兴三年（1133年）二月十六日，彭玘与郑州兵马钤辖牛皋率兵和李横会合，李横不上奏，自行决定任命牛皋为蔡、唐州镇抚使，彭玘为汝州知州。

## 水浒传中的彭玘
梁山泊自從宋江上山之後，勢力如日中天，大破高唐州並殺了知府高廉後，朝廷大為震驚。「雙鞭」呼延灼受到高俅的保舉，奉聖旨攻打梁山，「百勝將」韓滔被薦為正先鋒，而作為潁州團練使的彭玘則被推薦為副先鋒。兩軍對戰後，彭玘與扈三娘交手，卻被扈三娘以紅錦繩索活捉，便投降了梁山。後來「轟天雷」凌振被梁山所擒，彭玘便勸說他加入了梁山行列。自呼延灼、韓滔相繼降服梁山後，彭玘便經常與韓滔共同行動，也多充當呼延灼的副手。上應「地英星」，是梁山第四十三條好漢，擔任「馬軍小彪將兼遠探出哨頭領」的一員，隨呼延灼、楊志及韓滔一起鎮守梁山泊正北旱寨。
後隨宋江攻打方臘的常州，見韓滔戰死，急欲為弟兄報仇，同樣被張近仁一槍殺死。

## 影视形象
- 1998年央视版《水浒传》：王春辉
- 2011年版《水浒传》：陈松涛